# Tatra 77
Tatra 77 – samochód osobowy klasy wyższej produkowany przez czechosłowackie przedsiębiorstwo Tatra od 1934 roku. Charakteryzował się opływowym czterodrzwiowym nadwoziem i silnikiem V8 o pojemności 3 l, chłodzonym powietrzem i umieszczonym z tyłu. Jeden z pierwszych samochodów o aerodynamicznym nadwoziu produkowanych seryjnie. Wyprodukowano około 250 sztuk.

## Historia i opis modelu

### Historia powstania
- Tatra V570 1931, 1933
- Tatra 77 1933-1938
- Tatra 87 1936-1950
- Tatra 97 1936-1939
- Tatra 600 Tatraplan 1946-1952
- Tatra 603 1956-1975

W latach 30. XX wieku zaczęto przywiązywać wagę do aerodynamiki nadwozi samochodowych, lecz początkowo projektanci zajmowali się jedynie nadaniem opływowego kształtu poszczególnym elementom nadwozi, jak błotniki. Jednym z pierwszych przedsiębiorstw, które podjęło się opracowania i wdrożenia do produkcji całego opływowego nadwozia była czechosłowacka Tatra z Kopřivnic. Pod kierunkiem głównego konstruktora Hansa Ledwinki powstała tam seria samochodów z nietypowo wówczas umieszczonym silnikiem z tyłu i opływowym nadwoziem projektu Ericha Überlackera. Wdrożyły one w życie idee inżyniera Paula Jaraya, będącego jednym z pionierów kompleksowego podejścia do aerodynamiki samochodów i prowadzącego w tym zakresie badania od lat 20. Już w 1931 roku Tatra skonstruowała prototyp małego samochodu z silnikiem z tyłu V570, który w 1933 roku otrzymał aerodynamiczne nadwozie. Silnik umieszczony z tyłu pozwalał na uzyskanie korzystniejszego pod względem aerodynamicznym kształtu przedniej części, a także obniżenie środka ciężkości. Samochód nie został jednak skierowany do produkcji, gdyż kierownictwo firmy uznało, że awangardowy kształt lepiej sprawdzi się w luksusowym małoseryjnym samochodzie.
Wiosną 1933 roku powstał prototyp dużego luksusowego samochodu Tatra 77, napędzanego 3-litrowym silnikiem V8 chłodzonym powietrzem umieszczonym za tylną osią. Po zbudowaniu dalszych pięciu egzemplarzy próbnych zdecydowano o skierowaniu go do produkcji seryjnej, jako pierwszej aerodynamicznej Tatry. 5 marca 1934 roku zorganizowano pokaz prasowy samochodu w Pradze, po czym zadebiutował na salonie motoryzacyjnym w Berlinie w dniach 8-18 marca, budząc sensację. W jednej z czeskich recenzji dziennikarskich samochód został nazwany „samolotem drogowym”. Jesienią samochód był prezentowany także na salonach w Londynie i Paryżu. Tatra 77 była jednym z pierwszych wdrożonych do produkcji seryjnej samochodów z nadwoziem opływowym obok zaprezentowanych również w 1934 roku w Berlinie Chryslera Airflow, DKW Schwebeklasse i Steyra 100, wyróżniając się wśród nich szczególnie awangardową stylistyką.

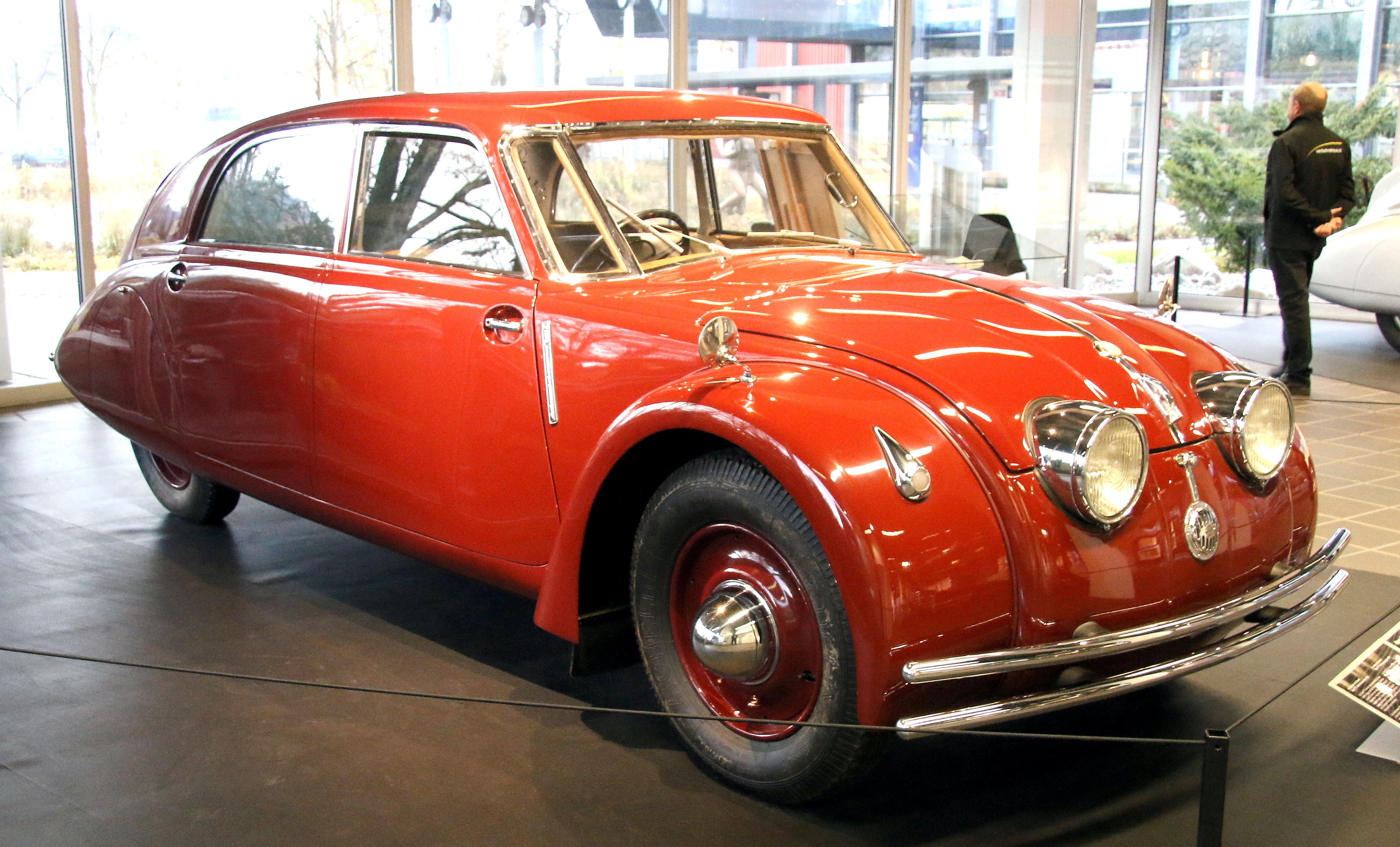
Tatra 77

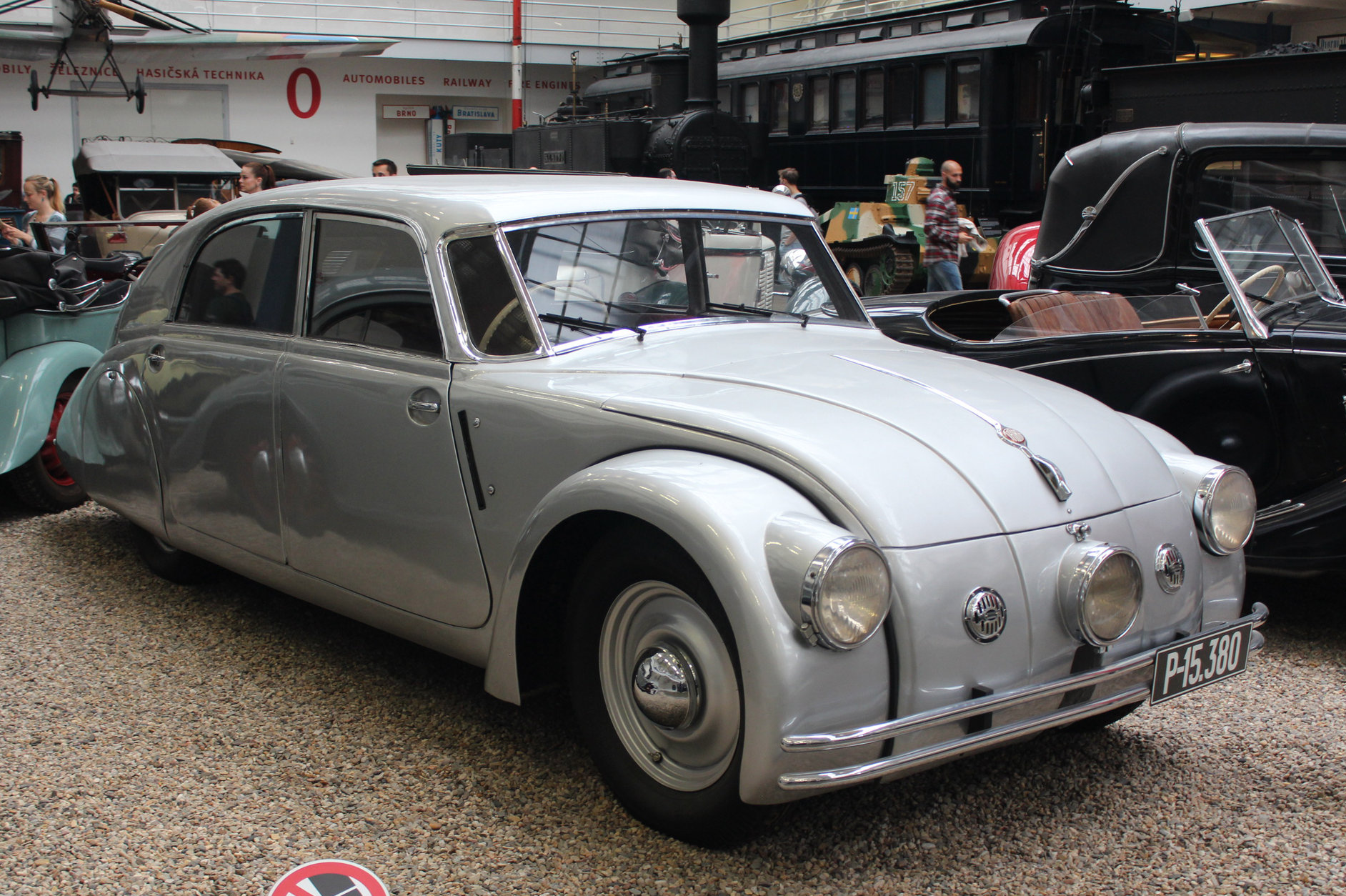
Tatra 77A

Cena samochodu była bardzo wysoka i wynosiła 98 000 koron (równowartość ok. 22 tys. zł lub 4 tys. dolarów). Produkcja odbywała się na niewielką skalę, ręcznie, stąd samochody miały drobne różnice. W latach 1934–1935 powstało 100 samochodów. W 1936 roku natomiast wprowadzono do produkcji zmodernizowany model Tatra 77A, z powiększonym silnikiem o pojemności 3,4 l. Samochody te wyróżniały się wyposażeniem w trzeci, dalekosiężny reflektor pośrodku przodu, który mógł być przestawiany przez kierowcę, przy czym dwa dotychczasowe reflektory rozsunięto na błotniki. Cena bazowa samochodu wzrosła do 101 000 koron. Do wiosny 1938 roku powstało około 150 egzemplarzy modelu T77A. Następcą stała się Tatra 87 z całkowicie metalowym nadwoziem.

### Opis

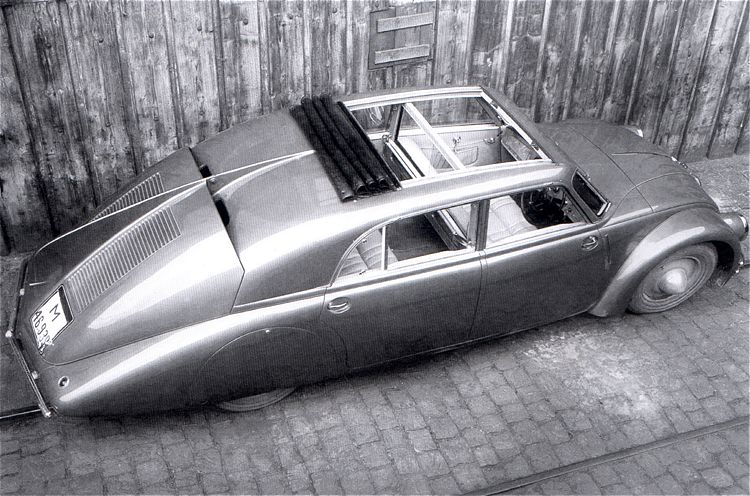
Tatra 77A z odsuwanym dachem

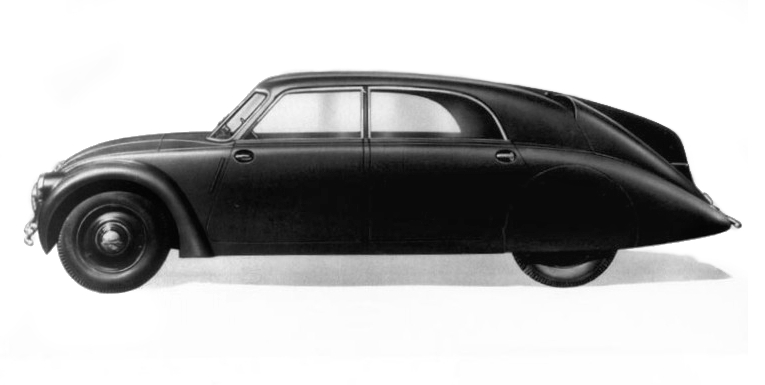
Fabryczne zdjęcie T77A z profilu

Samochód wyróżniało opływowe nadwozie, z zaokrąglonym przodem bez kraty chłodnicy, pochyloną szybą przednią, klamkami wpuszczonymi w nadwozie dla zmniejszenia oporu i zintegrowanymi z nim reflektorami. Tylne koła były zasłonięte pokrywami, a błotniki tylne praktycznie nie wystawały z boków nadwozia. W tylnej górnej części nadwozia fastback były dwa chwyty powietrza do chłodzenia, przedzielone pionową płetwą, która w założeniu miała stabilizować tor jazdy. Szeroka kabina samochodu była wysunięta do przodu w stosunku do ówczesnych konstrukcji. Nadwozie samochodu było wykonane jeszcze w starej technologii: z blachy na drewnianym szkielecie, lecz było osadzone na samonośnej płycie podłogowej wzmocnionej wzdłużną centralną belką o kwadratowym przekroju. Za dopłatą był dostępny materiałowy odsuwany szyberdach firmy Webasto, w wersji T77A rozciągający się także nad tylne siedzenia. Zawieszenie przednie składało się z dwóch par wahaczy poprzecznych umieszczonych jeden nad drugim, resorowanych górnym resorem poprzecznym, z amortyzatorami hydraulicznymi. Z tyłu centralna rozwidlona belka stanowiła ramę podsilnikową. Tylne koła na wahaczach resorowane były przez górny poprzeczny resor piórowy. Zbiornik paliwa o pojemności 80 litrów (w T77A: 90 l) znajdował się pod maską z przodu samochodu, a nad nim poziomo były umieszczone dwa koła zapasowe. Niewielki bagażnik o pojemności 250 l znajdował się tylko za oparciem tylnego siedzenia. Z uwagi na dużą szerokość kabiny, samochód był sześciomiejscowy; brak było też tunelu wału napędowego, ograniczającego miejsce wewnątrz. Kierownica była standardowo po prawej stronie z uwagi na ruch lewostronny w Czechosłowacji obowiązujący do 1939 roku.
Napęd stanowił widlasty silnik ośmiocylindrowy w układzie V8, o kącie rozwarcia 90°, chłodzony powietrzem, o pojemności 2970 cm³ i mocy 60 KM (44 kW) przy 3500 obr./min. Średnica cylindra wynosiła 75 mm, a skok tłoka 84 mm. W modelu T77A silnik powiększony 
do 3376 cm³ (średnica cylindra 80 mm) rozwijał moc 70 KM (51,5 kW) przy 3500 obr./min. Gaźnik był pojedynczy, a w T77A podwójny. Silnik umieszczony był wzdłużnie za tylną osią i napędzał koła tylne, zblokowany w jeden zespół ze skrzynią biegów i główną przekładnią. Czterobiegowa mechaniczna skrzynia biegów znajdowała się przed silnikiem i przed tylna osią. Do chłodzenia służyły dwa wentylatory umieszczone po obu stronach silnika. W wersji T77A wprowadzono chłodnicę oleju. Instalacja elektryczna miała napięcie 12 V. Prędkość maksymalna była określona na 150 km/h, zużycie paliwa wynosiło 14-16 l.

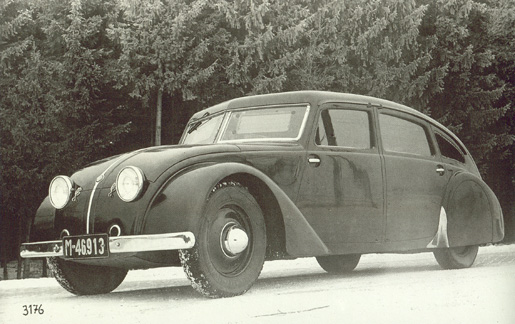
Prototyp Tatry 77
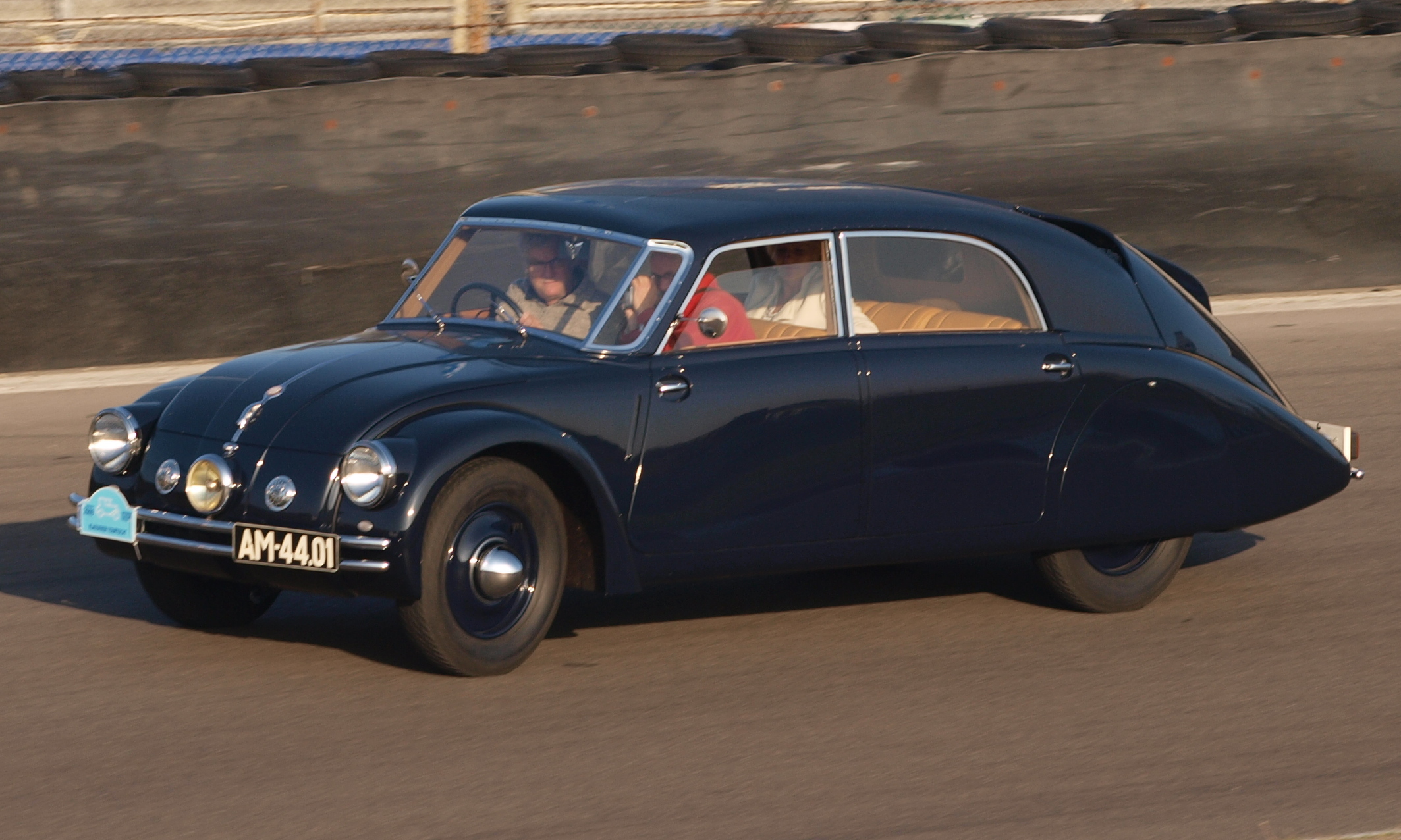
Tatra 77A na torze
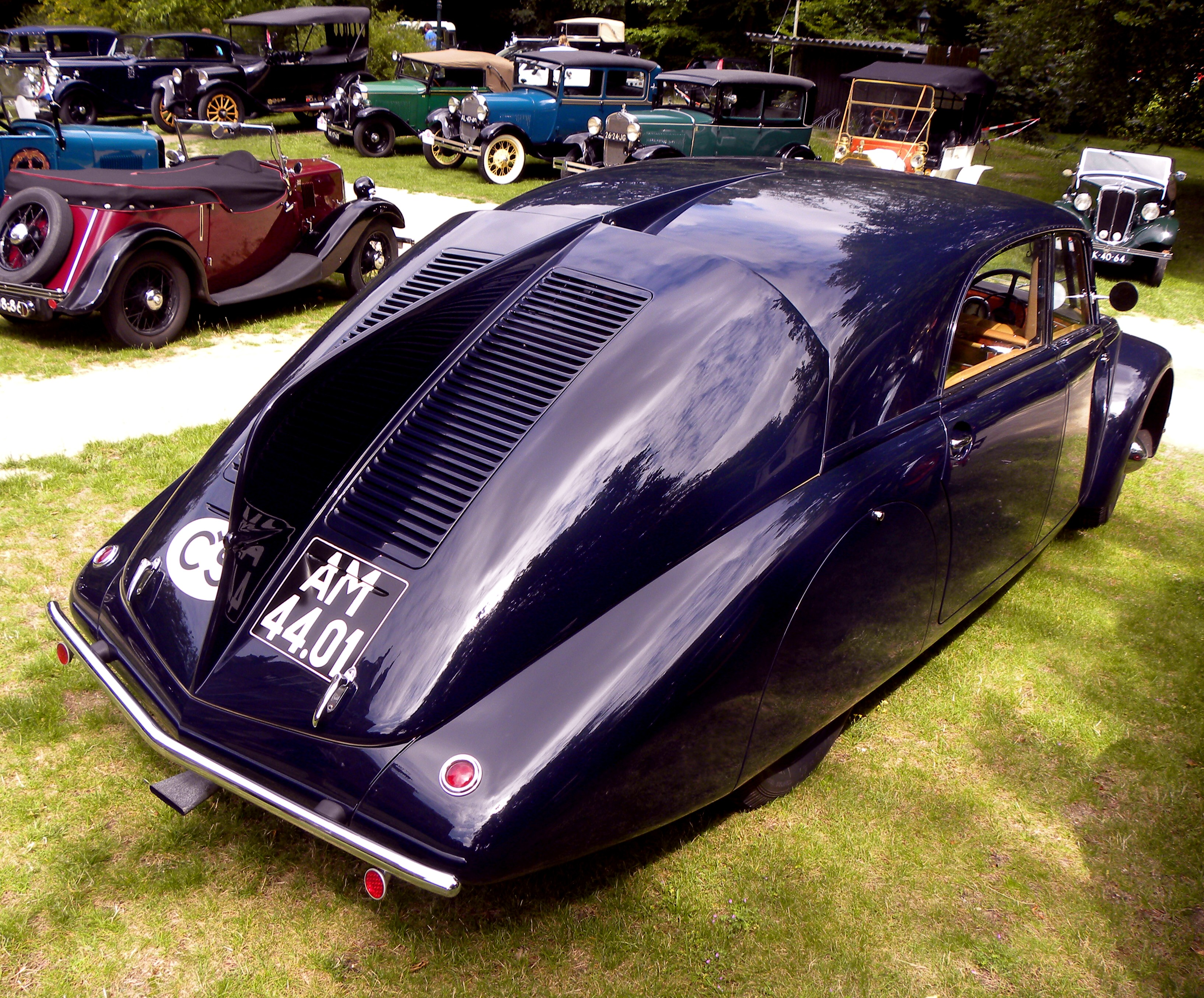
Tatra 77A od tyłu
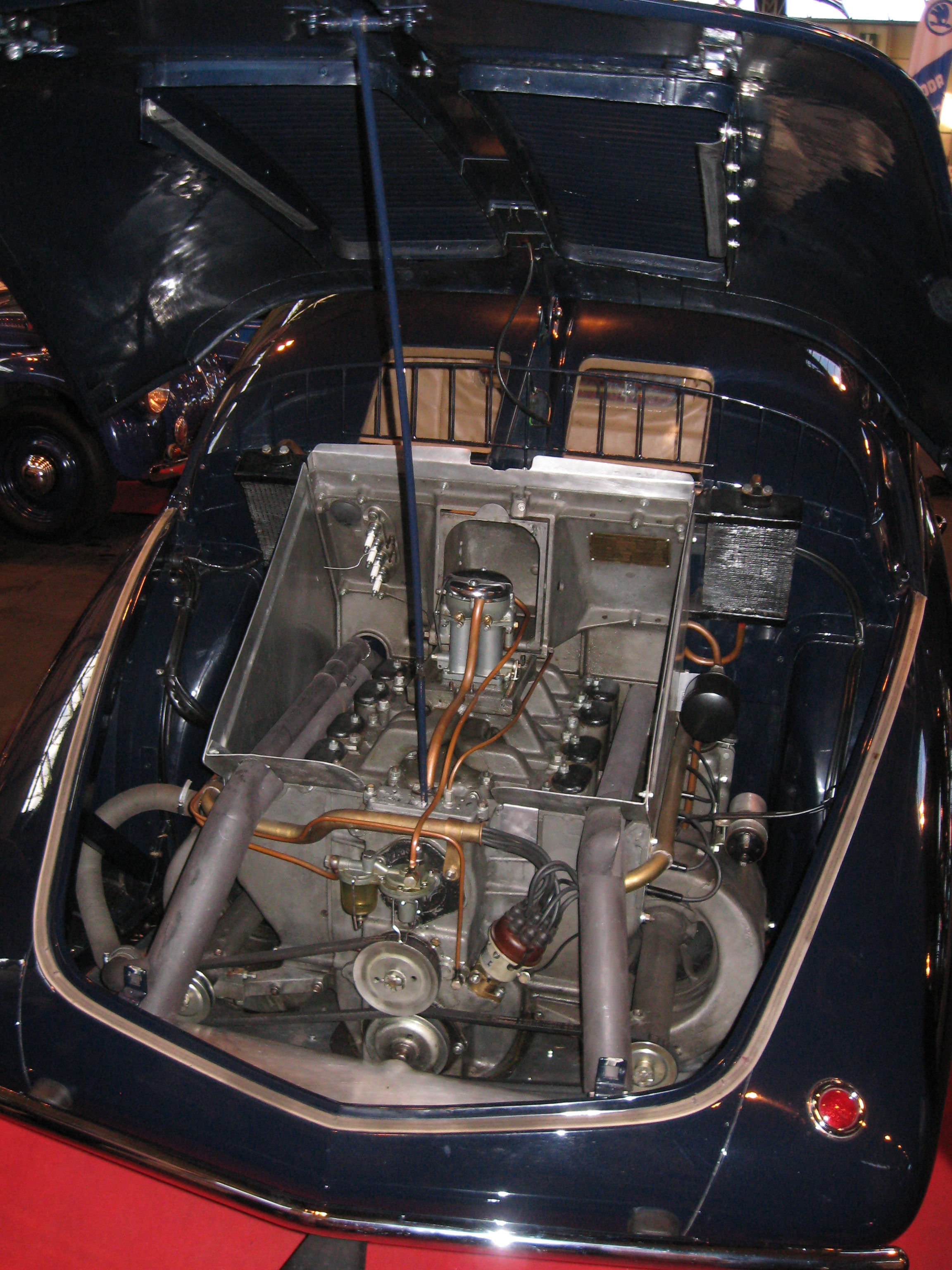
Tatra 77A z podniesioną maską